# Parastomonema fijiensi
Parastomonema fijiensi is een rondwormensoort uit de familie van de Siphonolaimidae.